# دونالد كلارك
دونالد كلارك (بالإنجليزية: Donald Clark)‏ (19 يناير 1914 في أستراليا - 16 أغسطس 1994) هو لاعب كريكت أسترالي. لعب مع فريق تسمانيا للكريكت.

## وصلات خارجية
- دونالد كلارك على موقع إي آس بي آن كريك إنفو (الإنجليزية)